# 禾弄蝶
禾弄蝶（学名：Borbo cinnara）是弄蝶科禾弄蝶屬下的一个种。分布範圍涵蓋大部分東洋界與澳洲地區。又名山弄蝶、秈弄蝶或幽靈弄蝶；而由於最初的發現紀錄是在台灣，因此有中文臺灣單帶弄蝶、臺灣一文字挵蝶、臺灣一字挵蝶、臺灣稻挵蝶及英文 Formosan Swift 等別稱。

## 描述
本種雌雄外觀差異不大。雄蝶頭部有褐毛，觸角褐色，腹面帶白鱗，末端細小呈鉤狀。口器褐色，下唇鬚直立，前兩節白色有毛，末節細小、褐色呈棒狀。胸腹背面褐色，腹面灰褐色，足為白色。
前翅長14-18 mm，呈三角形，外緣稍突出；後翅扇形，臀區略呈葉狀。翅背褐色，有透明與白色斑，翅基覆淡褐毛。前翅M2、M3與CuA1室各有一斑點，斜排列，翅頂另有2～3枚不成直線的小斑點，CuA2室中部另有一黃白斑。後翅斑點模糊或缺失。
翅腹面色澤較淡，呈帶綠的土黃色。前翅斑紋與背面相似；後翅Rs至CuA1室常見最多5個斑點，略呈弧形排列。緣毛為黃白色。
雌蝶形態與雄蝶近似，但翅較長，翅幅較寬。

## 分布地區

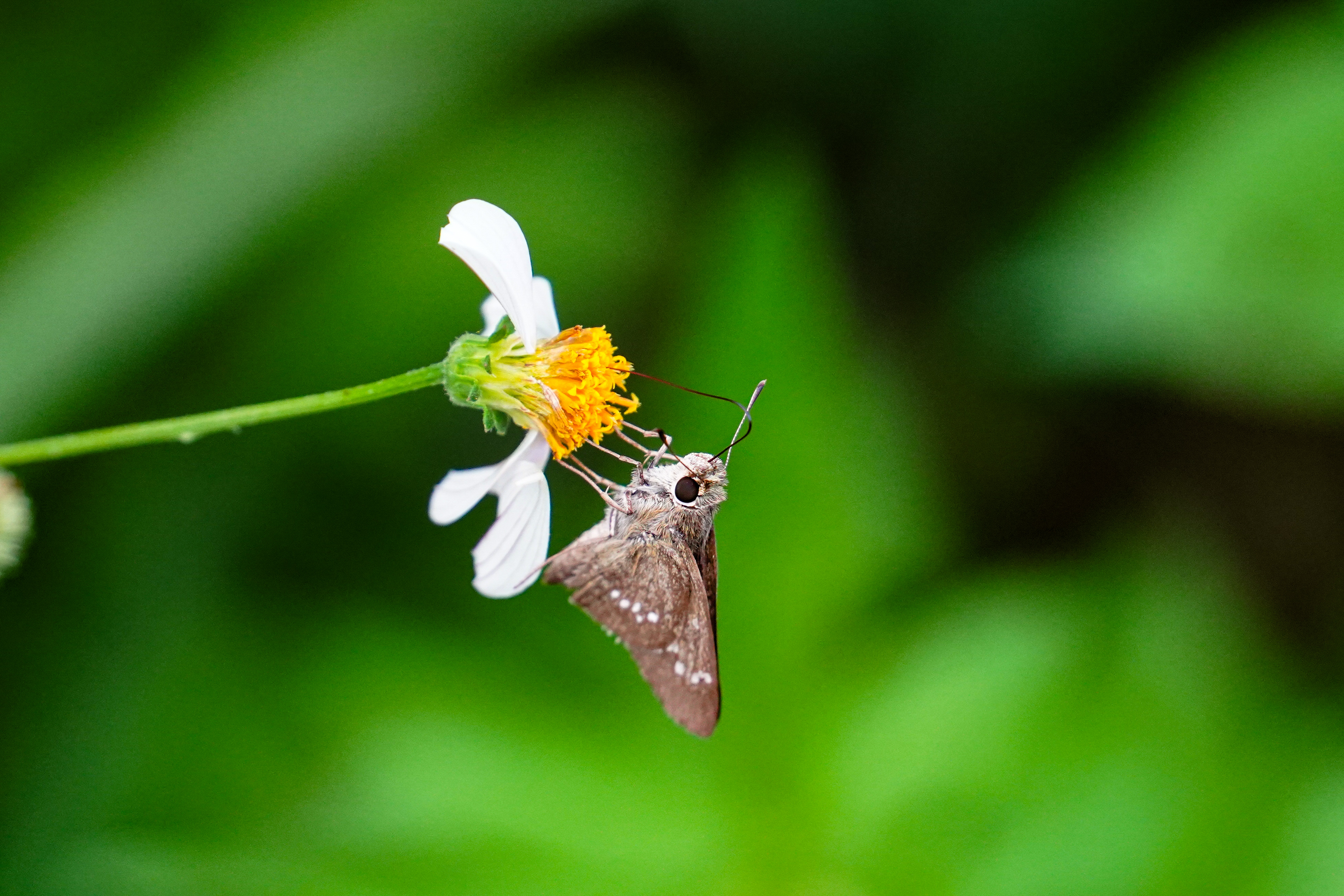
禾弄蝶採蜜

禾弄蝶主要分布在日本、香港、台湾、缅甸、新加坡、澳洲等地。
臺灣主要見於本島平地至中海拔地區，離島如龜山島、綠島、蘭嶼、澎湖、彭佳嶼、金門、馬祖及東沙島也有分布。

## 棲地
棲息於氣候溫暖、有禾草生長的環境，包括受人為干擾的都市與農地。一年可發生多代，成蝶飛行活潑，具訪花習性，幼蟲以多種禾本科植物為食，常見寄主包括柳葉箬、巴拉草、舖地黍、象草、稻、毛馬唐、馬唐、臺灣蘆竹等農作物及雜草。